# Brian Kavanaugh-Jones
Brian Kavanaugh-Jones (Northern California, 1º settembre 1978) è un produttore cinematografico statunitense.

## Filmografia parziale

### Cinema
- Insidious, regia di James Wan (2010)
- Skyline, regia di Fratelli Strause (2010)
- Take Shelter, regia di Jeff Nichols (2011)
- Provetta d'amore (The Babymakers), regia di Jay Chandrasekhar (2012)
- Sinister, regia di Scott Derrickson (2012)
- Safe, regia di Boaz Yakin (2012)
- Le streghe di Salem (The Lords of Salem), regia di Rob Zombie (2012)
- The Bay, regia di Barry Levinson (2012)
- Jimmy Bobo - Bullet to the Head (Bullet to the Head), regia di Walter Hill (2012)
- Ghost Movie (A Haunted House), regia di Michael Tiddes (2013)
- Dark Skies - Oscure presenze (Dark Skies), regia di Scott Stewart (2013)
- Welcome to the Punch - Nemici di sangue (Welcome to the Punch), regia di Eran Creevy (2013)
- Dead Man Down - Il sapore della vendetta (Dead Man Down), regia di Niels Arden Oplev (2013)
- Redemption - Identità nascoste (Hummingbird), regia di Steven Knight (2013)
- Videoblog di un vampiro (Afflicted), regia di Derek Lee e Clif Prowse (2013)
- Oltre i confini del male - Insidious 2 (Insidious: Chapter 2), regia di James Wan (2013)
- The Signal, regia di William Eubank (2014)
- 13 peccati (13 Sins), regia di Daniel Stamm (2014)
- Ghost Movie 2 - Questa volta è guerra (A Haunted House 2), regia di Michael Tiddes (2014)
- Grace - Posseduta (Grace - The Possession), regia di Jeff Chan (2014)
- Insidious 3 - L'inizio (Insidious: Chapter 3), regia di Leigh Whannell (2015)
- Air - I custodi del risveglio (Air), regia di Christian Cantamessa (2015)
- Sinister 2, regia di Ciaran Foy (2015)
- Midnight Special - Fuga nella notte (Midnight Special), regia di Jeff Nichols (2016)
- Loving - L'amore deve nascere libero (Loving), regia di Jeff Nichols (2016)
- Autobahn - Fuori controllo (Collide), regia di Eran Creevy (2016)
- Rogue Agent - La recluta (Rogue Agent), regia di Kai Barry (2017)
- Castello di sabbia (Sand Castle), regia di Fernando Coimbra (2017)
- Revolt, regia di Joe Miale (2017)
- Insidious - L'ultima chiave (Insidious: The Last Key), regia di Adam Robitel (2018)
- I Think We're Alone Now, regia di Reed Morano (2018)
- The Titan, regia di Lennart Ruff (2018)
- Upgrade, regia di Leigh Whannell (2018)
- Un viaggio stupefacente (Boundaries), regia di Shana Feste (2018)
- Little Woods, regia di Nia DaCosta (2018)
- Destroyer, regia di Karyn Kusama (2018)
- Teen Spirit - A un passo dal sogno (Teen Spirit), regia di Max Minghella (2018)
- Operazione Hummingbird - È tutto appeso a un filo (The Hummingbird Project), regia di Kim Nguyen (2018)
- Arrivederci professore (The Professor), regia di Wayne Roberts (2018)
- Honey Boy, regia di Alma Har'el (2019)
- Strange But True, regia di Rowan Athale (2019)
- Seberg - Nel mirino (Seberg), regia di Benedict Andrews (2019)
- Run Sweetheart Run, regia di Shana Feste (2020)
- Gretel e Hansel (Gretel & Hansel), regia di Oz Perkins (2020)
- Mortal, regia di André Øvredal (2020)
- Boys from County Hell, regia di Chris Baugh (2020)
- Little Fish, regia di Chad Hartigan (2020)
- Nessuno di speciale (Mainstream), regia di Gia Coppola (2020)
- Outside the Wire, regia di Mikael Håfström (2021)
- The Bikeriders, regia di Jeff Nichols (2023)
- Longlegs, regia di Oz Perkins (2024)
- A Complete Unknown, regia di James Mangold (2024)
- The Monkey, regia di Oz Perkins (2025)

### Televisione
- Beyond – serie TV, 9 episodi (2016-2017)
- Borrasca – serie TV, 9 episodi (2020)